# Ветампка
Ветампка (англ. Wetumpka) — місто (англ. city) в США, в окрузі Елмор штату Алабама. Населення — 7220 осіб (2020).

## Географія

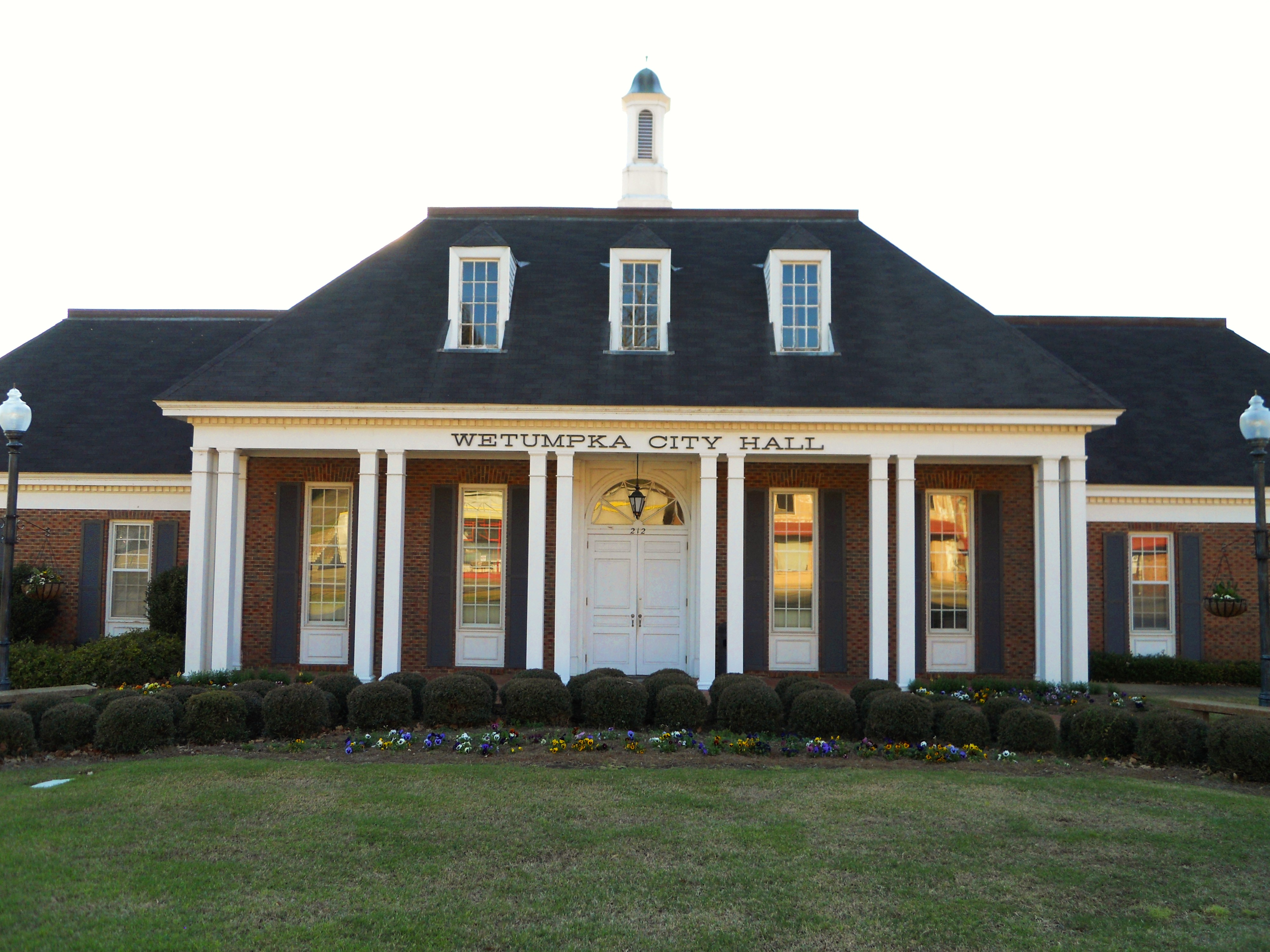
Міська рада

Ветампка розташована за координатами 32°32′21″ пн. ш. 86°12′17″ зх. д. / 32.53917° пн. ш. 86.20472° зх. д. (32.539138, -86.204857).  За даними Бюро перепису населення США в 2010 році місто мало площу 27,19 км², з яких 26,20 км² — суходіл та 1,00 км² — водойми. В 2017 році площа становила 28,59 км², з яких 27,47 км² — суходіл та 1,11 км² — водойми.

## Демографія

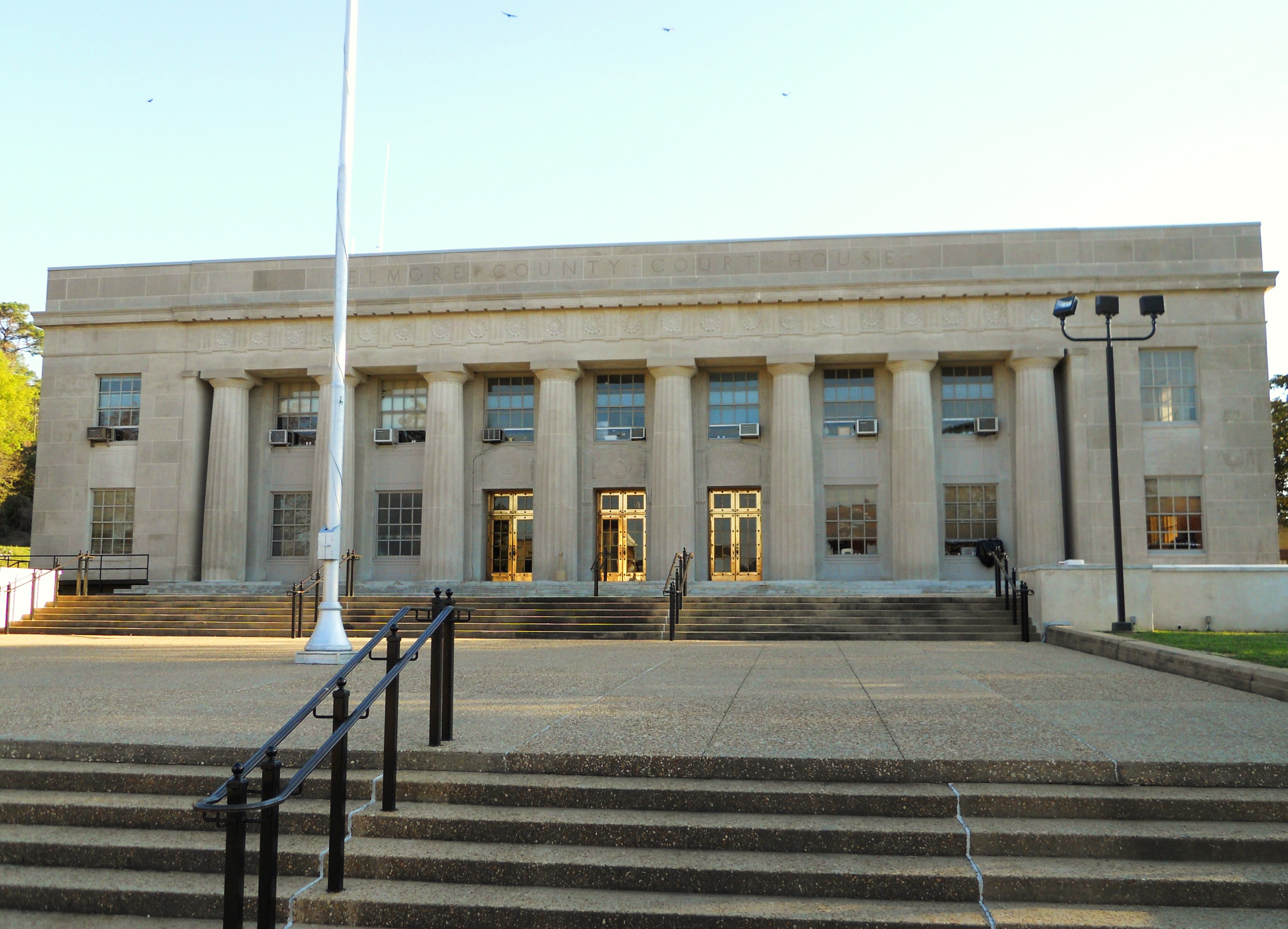
Окружний суд

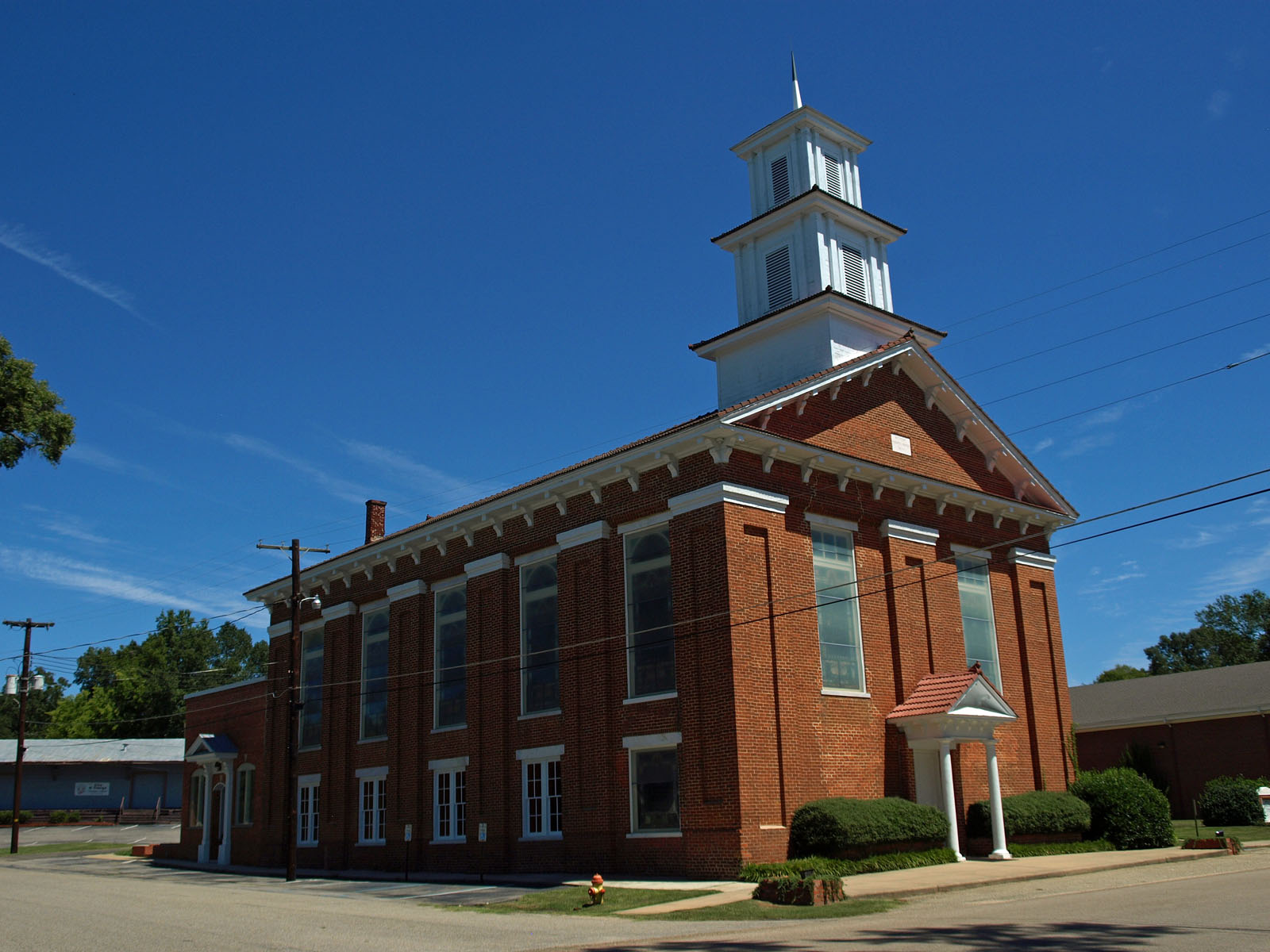
Перша методистська церква. Занесена до Національного реєстру історичних місць

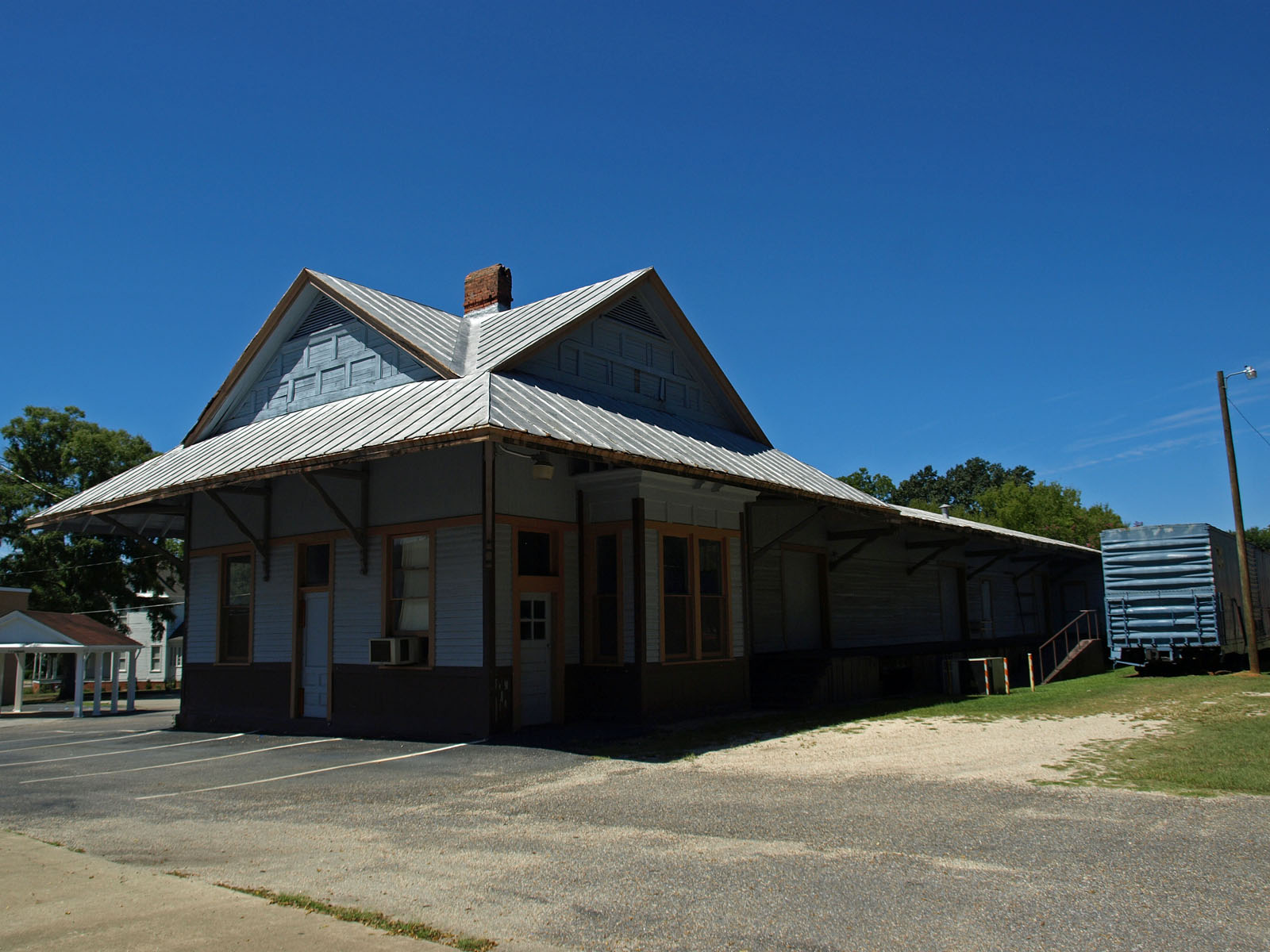
Старе депо. Занесене до Національного реєстру історичних місць

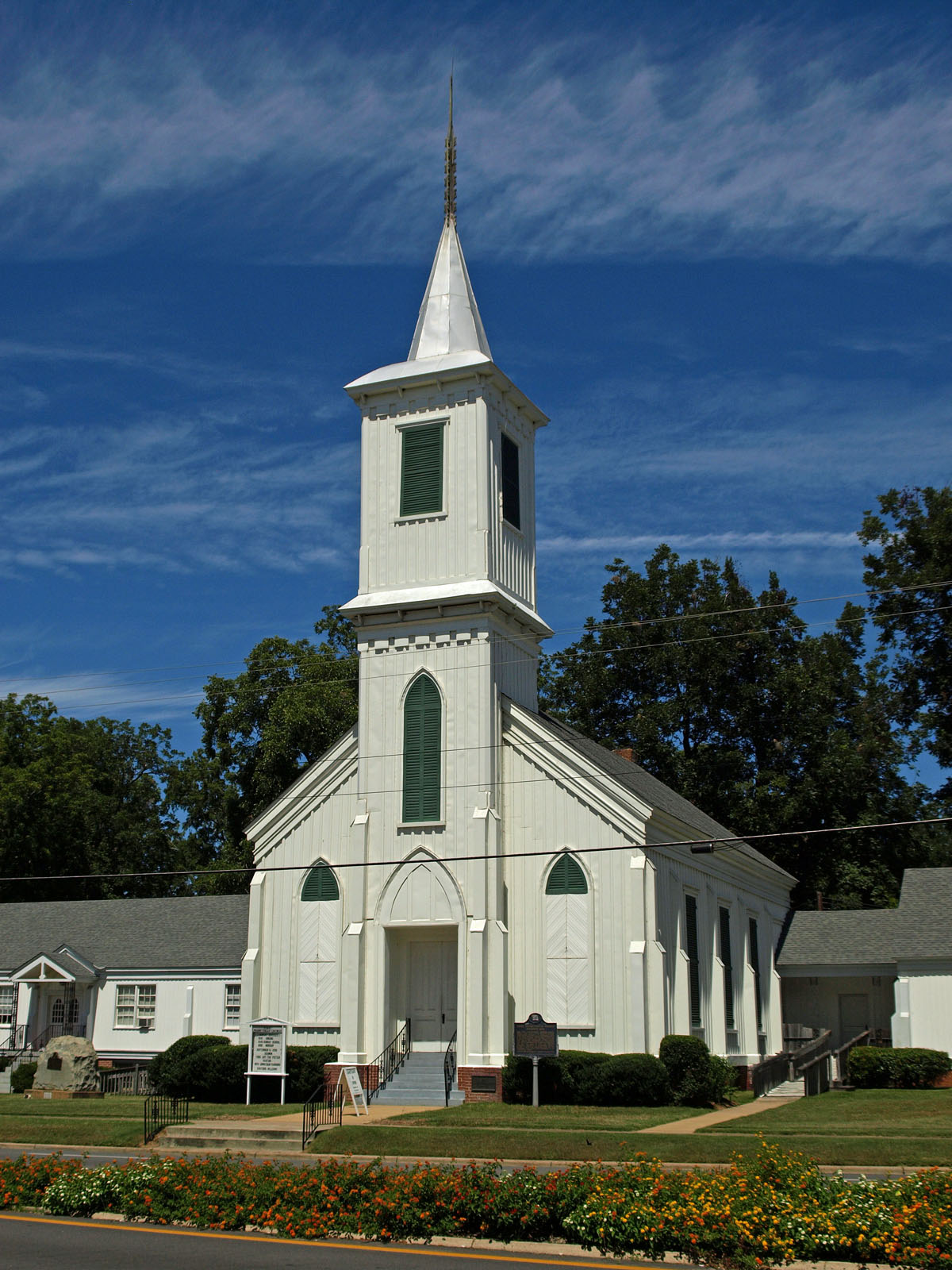
Перша пресвітеріанська церква. Занесена до Національного реєстру історичних місць

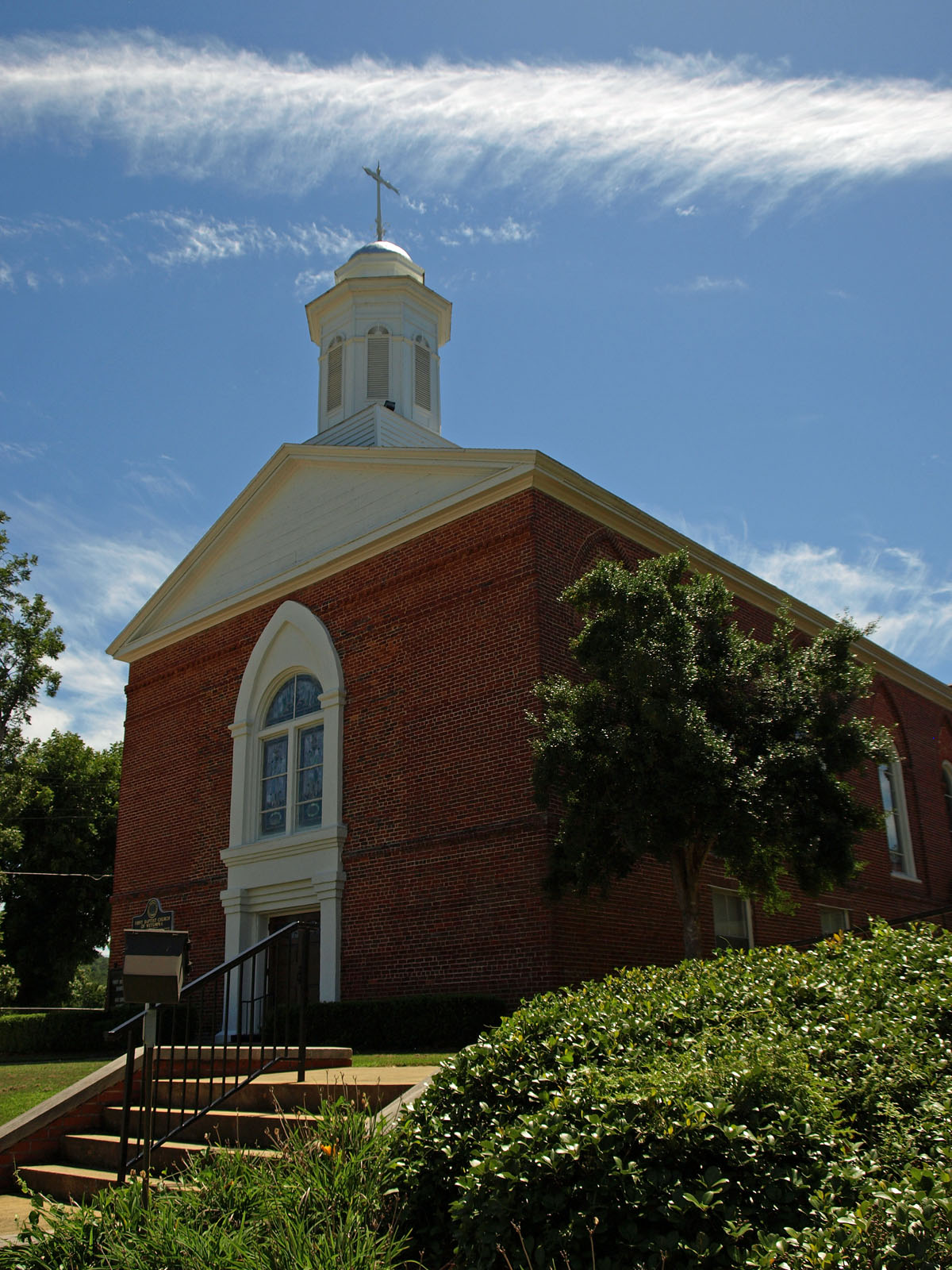
Перша баптистська церква. Занесена до Національного реєстру історичних місць

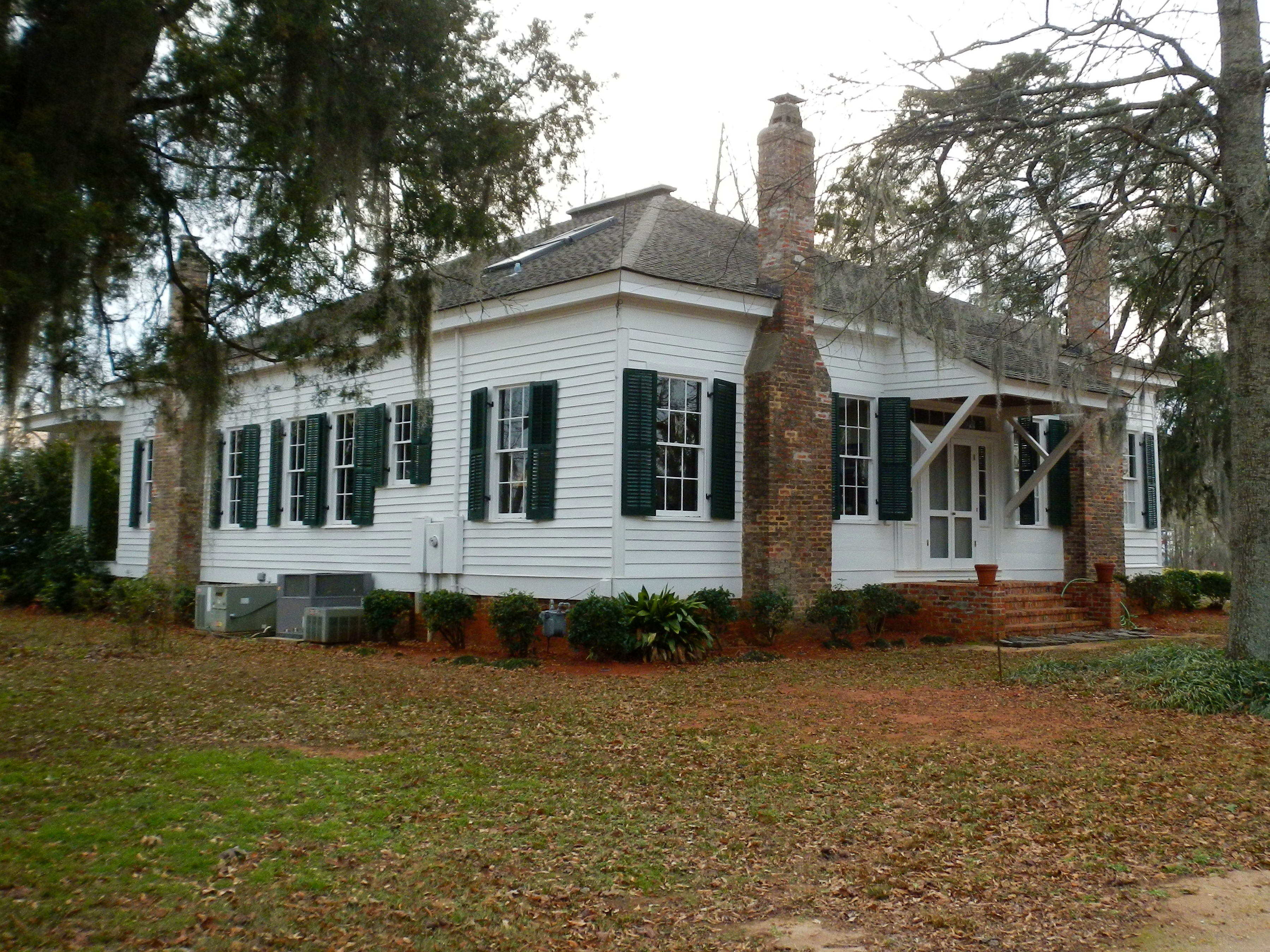
Будинок Абелят Гаґерті. Занесений до Національного реєстру історичних місць

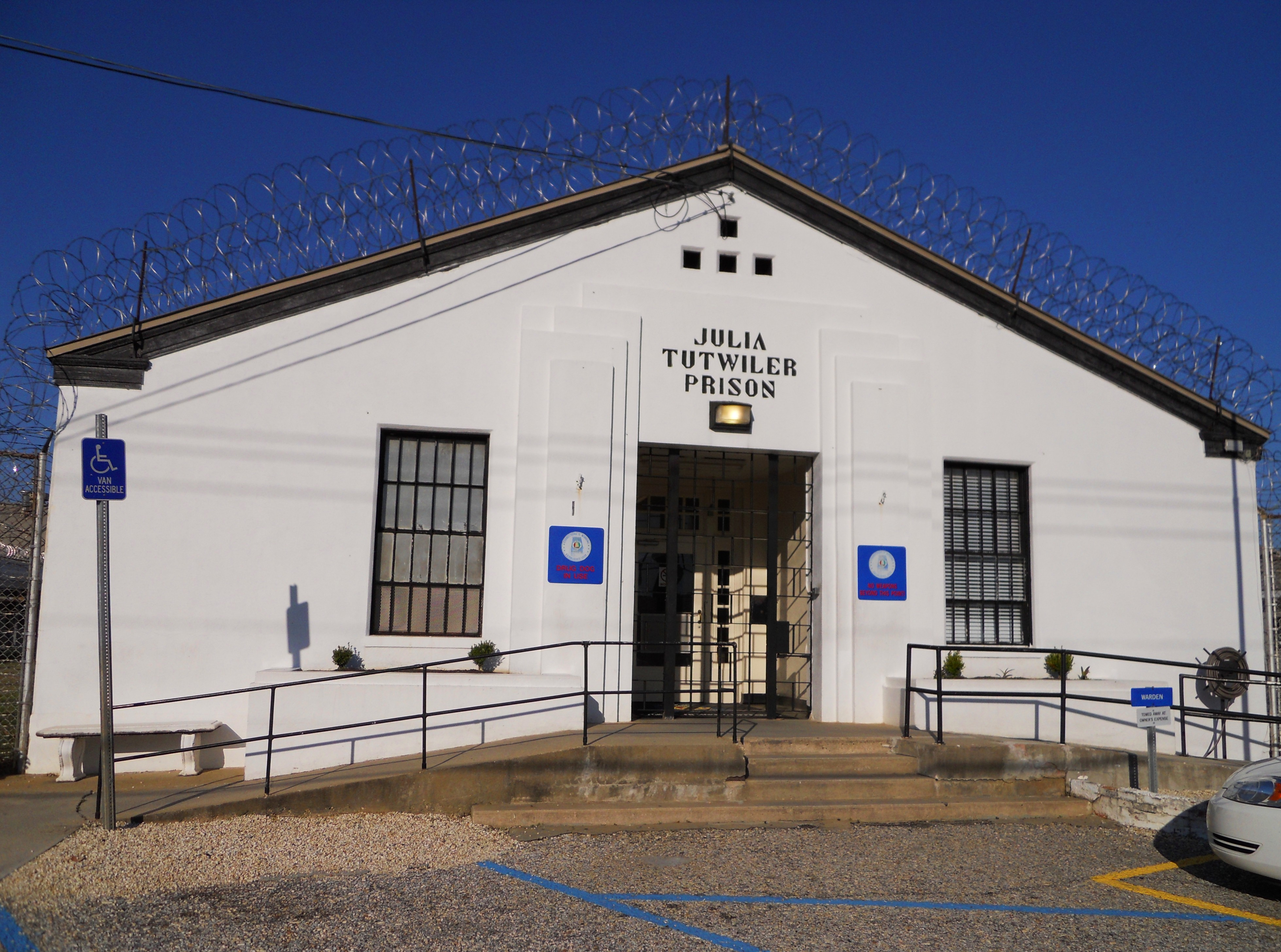
В'язниця

Згідно з переписом 2010 року, у місті мешкало 6528 осіб у 2230 домогосподарствах у складі 1423 родин. Густота населення становила 240 осіб/км².  Було 2535 помешкань (93/км²).
Расовий склад населення:
| - 67,9 % — білих - 26,1 % — чорних або афроамериканців - 1,1 % — азіатів - 0,6 % — корінних американців - 0,1 % — вихідців з тихоокеанських островів - 2,4 % — осіб інших рас |

До двох чи більше рас належало 1,8 %. Частка іспаномовних становила 3,8 % від усіх жителів.
За віковим діапазоном населення розподілялося таким чином: 20,3 % — особи молодші 18 років, 66,3 % — особи у віці 18—64 років, 13,4 % — особи у віці 65 років та старші. Медіана віку мешканця становила 37,0 року. На 100 осіб жіночої статі у місті припадало 62,5 чоловіків;  на 100 жінок у віці від 18 років та старших — 55,2 чоловіків також старших 18 років.
Середній дохід на одне домашнє господарство  становив 58 437 доларів США (медіана — 46 190), а середній дохід на одну сім'ю — 64 507 доларів (медіана — 52 177). Медіана доходів становила 40 917 доларів для чоловіків та 35 116 доларів для жінок. За межею бідності перебувало 10,7 % осіб, у тому числі 8,6 % дітей у віці до 18 років та 5,1 % осіб у віці 65 років та старших.
Цивільне працевлаштоване населення становило 2819 осіб. Основні галузі зайнятості: освіта, охорона здоров'я та соціальна допомога — 23,4 %, виробництво — 11,8 %, роздрібна торгівля — 11,6 %.